# Swan IC Football Club
Lo Swan IC Football Club è una squadra di calcio di Swan Valley, a 20 km da Perth, in Australia, che disputa la Premier Division della Western Australia State League.

## Storia
Nel 1984 lo Swan Italian Club, guidato da John Steffanelli, avvicinò Frank Arvino e Tony Scali attraverso Tony Bottega per portare il calcio semiprofessionistico a Swan Valley. Nonostante il luogo avesse già cultura calcistica grazie allo Swan Valley Sporting Club ed al Swan Athletic Soccer Club non c'era grande futuro, pur crescendo il numero di praticanti.
Per la nuova squadra fu formato un comitato nel tardo 1984, comprendendo Frank Arvino (Presidente), Chris Godfrey (segretario), Neil Aloi (tesoriere), Tony Scali, John Muriale e Tony Bottega. Nel 1985 aderirono anche Joe Marino, Cono Salvo, Sam Verdiglioni e Nick Coniglio. Il primo nome dato alla squadra fu Swan IC United Soccer Club. Giocò la sua prima stagione al Jack Mann Oval nel campionato amatoriale e allenata da Andy Clues. La squadra finì terza e nel 1986 fu accettata in quarta divisione.
Oggi gioca nella massima serie del campionato dell'Australia Occidentale ed ha vinto il suo primo trofeo importante nel 2003, conquistando l'Association Cup con un 2-1 sul Perth SC, rivincendola nel 2004 con un 3-1 sul Fremantle City.
Nel 2004 la squadra era allenata dall'ex giocatore dei Perth Glory e membro dell'hall of fame della WA Gary Marocchi.

## Palmarès
- Association Cup: 2

2003, 2004
- PSL: 1

1992